# Niagara Falls Hydraulic Power and Manufacturing Company

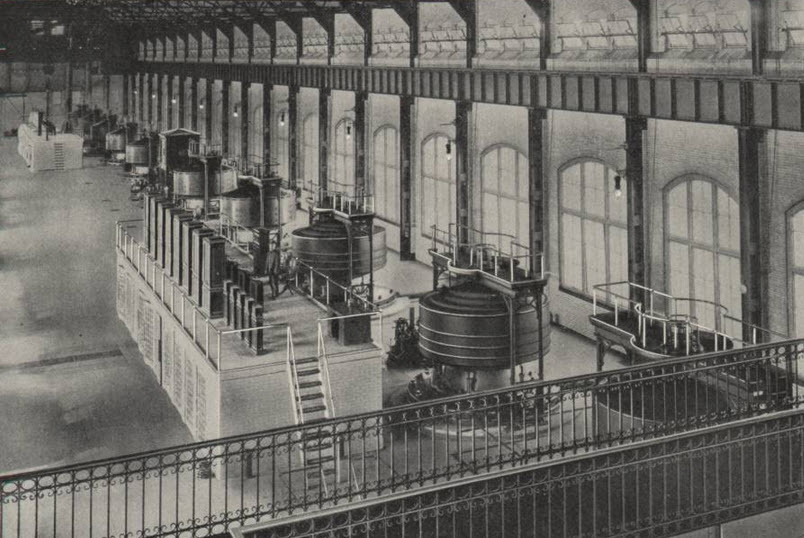

Niagara Falls Hydraulic Power & Manufacturing Company était une société américaine basée à Niagara Falls, dans l’État de New York, qui a été la première société à produire de l’énergie hydroélectrique à partir des chutes du Niagara en 1882. La société s’est appuyée sur les efforts de plusieurs sociétés précédentes pour construire un canal servant à la production d’énergie hydraulique. En 1918, la société fusionna avec la Niagara Falls Power Company qui devint plus tard Niagara Mohawk, acquise en 2002 par National Grid plc.

## Histoire ancienne

### Porter, Barton & Company
En 1805, «Porter, Barton & Company», qui comprenait Augustus Porter, Peter Buell Porter, Benjamin Barton et Joseph Anim, acheta la rivière Niagara et les chutes américaines de État de New York lors d'une vente aux enchères publique. L’achat incluait également les droits sur les eaux du dessus des rapides supérieurs au-dessous des chutes. La société a transporté des marchandises par voie terrestre du lac Érié à Lewiston, sur la rivière Niagara, puis les a expédiées vers l’est sur le lac Ontario. Lorsque le canal Érié a été ouvert en 1825, le portage est devenu obsolète et les plans de développement de Niagara Falls en souffrirent. Augustus proposa un canal de moulin hydraulique en 1847 et accorda le droit de passage du canal à toute personne disposée à le construire, mais les frères Porter décédèrent avant que l'intérêt pour le projet ne conduise à sa construction.

## Histoire de l'entreprise.

### Niagara Falls Hydraulic Company
En 1852, Caleb Smith Woodhull et ses associés achètent le terrain et les droits d'utilisation de l'eau aux héritiers des frères Porter dans l'intention de construire un canal. En 1853, ils forment la "Niagara Falls Hydraulic Company". Une subvention est obtenue des propriétaires d’une bande de terrain de 100 pieds de large s’étendant d’un point situé au-dessus des rapides supérieurs jusqu’à la rive supérieure au-dessous des chutes. La société commence avec la construction du canal en 1853 mais s'arrête après seize mois parce que les coûts de construction du canal dépassent largement les estimations et que l'entreprise fait faillite.

### Niagara Falls Water Power Company
En 1856, Stephen N. Allen achète la société, qui est rebaptisée "Niagara Falls Water Power Company". La compagnie complète l'entrée et la portion fluviale du canal en 1857, à l'exception d'une extension étroite à l'extrémité sud du bassin qui est achevée en 1881.

### Niagara Falls Canal Company
En 1860, Horace H. Day achète la société et l'a renomme "Niagara Falls Canal Company". Avec un investissement de 1,5 million de dollars (soit 34 472 000 dollars en 2017), le canal est finalement achevé en 1861, mais ne peut être utilisé en raison de la guerre civile américaine. Le projet du canal terminé, il reste inactif jusqu'en 1875 lorsque le premier client du canal, la "Cataract City Milling Company" de Charles B. Gaskill, en utilise l'eau pour alimenter le moulin à farine de la minoterie; avant que l'eau ne retombe inutilisée dans la rivière Niagara au bout du canal.

### Niagara Falls Hydraulic Power and Manufacturing Company

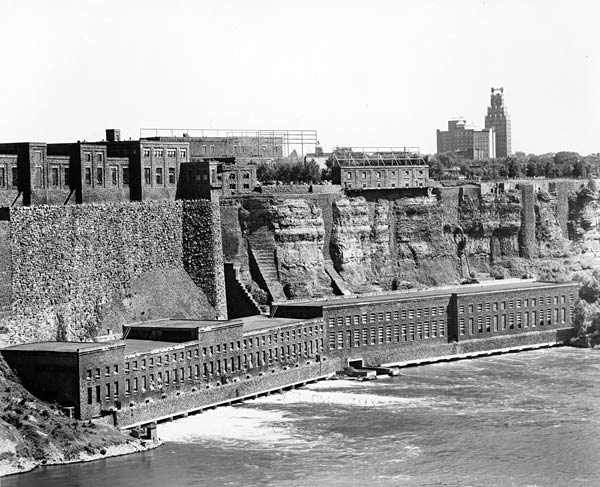
Schoellkopf Stations 3, 3-B and 3-C

En 1877, l'entreprise n'ayant attiré qu'un seul client, elle se déclare en faillite et est vendue aux enchères. Les intérêts de la société sont achetés pour 71 000 $ (équivalent à 1 632 000 $ en 2017) par Jacob F. Schoellkopf, qui en 1878, forme la "Niagara Falls Hydraulic and Manufacturing Company" pour exploiter le canal.

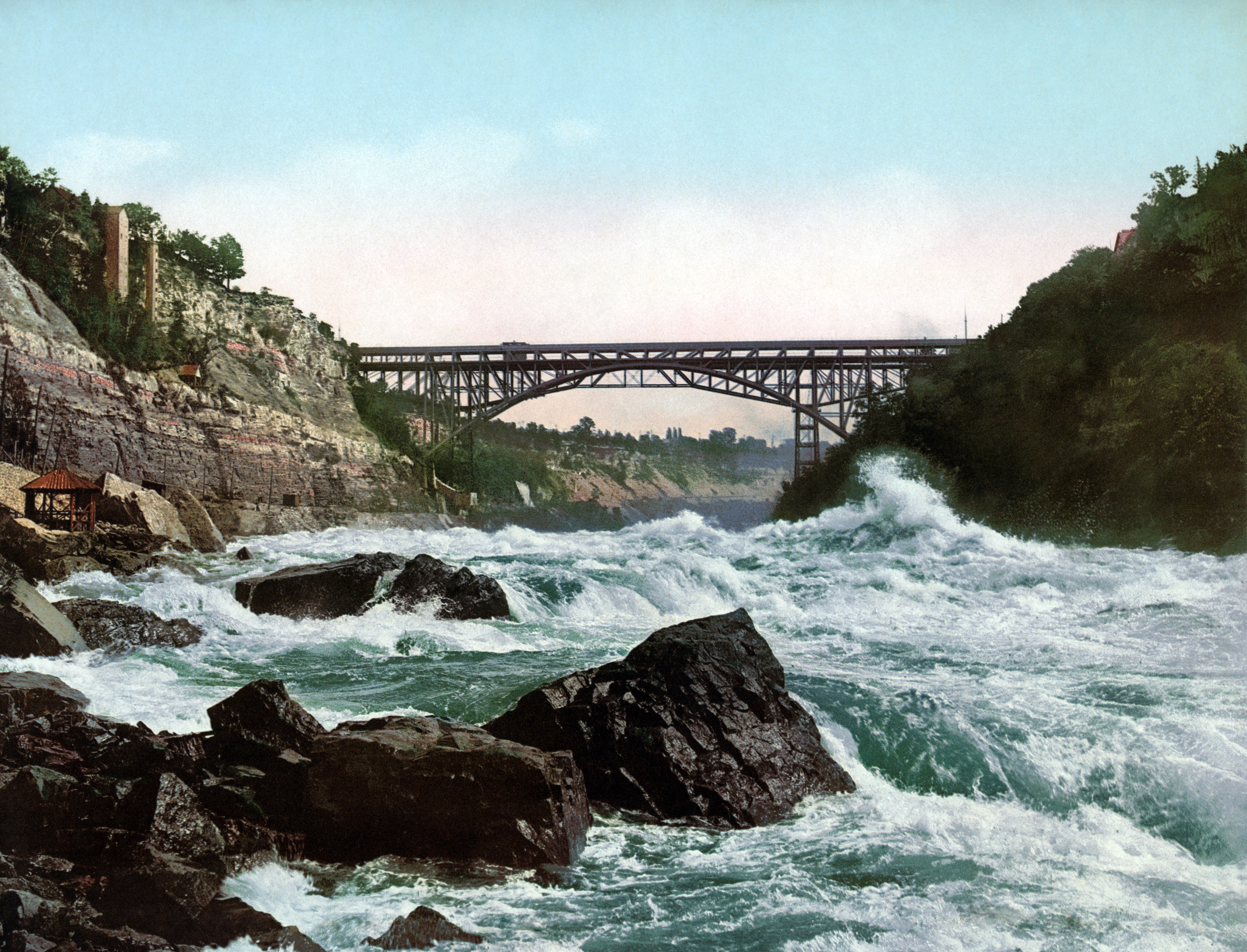
Lower Steel Arch Bridge

Après le transfert de la propriété, Schoellkopf termine les excavations, mais le canal reste inactif pendant quelques années. Les travaux de la centrale électrique débutent et le canal est élargi en 1892. En 1896, la deuxième centrale est terminée et alimente en électricité différentes usines autour de Niagara Falls. De nombreux ajouts et extensions sont apportés à l'usine d'origine et la société commence à travailler à une nouvelle usine, appelée usine numéro trois, qui, une fois achevée, est distincte de l'usine d'origine située à six ou huit cents pieds environ au nord. Les ouvrages de l'Hydraulic company sont entièrement situés sous le premier Upper Steel Arch Bridge.
L'usine numéro deux, qui mesure 100 pieds par 176 pieds, génère une moyenne de 34 000 chevaux (horsepower) en continu. La chute totale de l’eau dans le canal, de l’avant-port au canal de fuite, est de 210 pieds. Le canal électrique, qui exploite la rivière à un point situé au-dessus de Port Day, et traverse toute la ville jusqu'à un point situé en dessous du pont supérieur de la voûte en acier, fournit un approvisionnement constant en eau toute l'année. Juste au-dessous de Port Day se trouve le début des rapides, avec une chute de plus de 50 pieds sur trois quarts de mille. En traversant un coude de la rivière, le canal débouche sur la falaise située sous le pont sur une distance totale d'environ 4 400 pieds. Construite avant l'ère de la production industrielle de courant alternatif, la centrale électrique produit de l'électricité à courant continu dans un rayon de deux miles de l'usine.

#### Hydraulic Power Company of Niagara Falls
En 1907, la loi sur la New York Public Service Commission (Commission du service public de New York) réglementant les droits des sociétés autres que d’électricité de participer au développement de l’énergie électrique et à sa distribution. Par conséquent, le secteur hydraulique de "Niagara Falls Hydraulic and Manufacturing Company" devient la "Hydraulic Power Company of Niagara Falls" et la "Cliff Electrical Distributing Company" est créée pour distribuer le courant électrique. La "Société d'énergie hydraulique" était propriétaire du bâtiment lui-même, du terrain, des conduites forcées, des turbines et des roues hydrauliques.

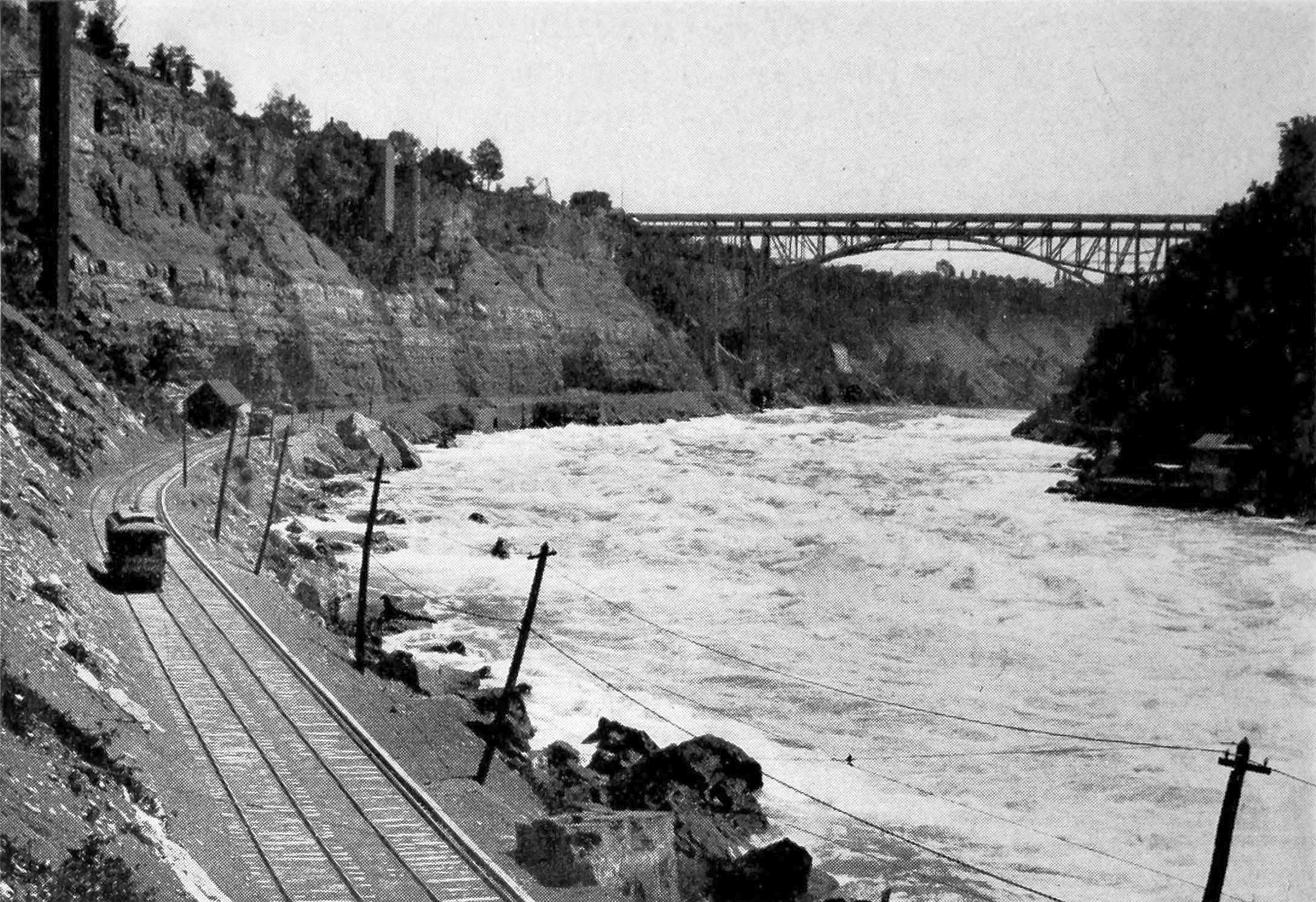
Niagara Gorge Railroad in 1913

La société alimente nombre des plus grandes usines et entreprises industrielles de Niagara Falls, dans l’État de New York. Parmi les plus gros contrats d’électricité de la société, on peut citer celui de la Niagara Gorge Railroad, de l’Aluminium Company of America (Alcoa), de la National Electrolytic Company et de nombreuses autres grandes entreprises manufacturières de Niagara Falls.
En 1908, les officiers de la compagnie sont George B. Mathews (président), William D. Olmsted (vice-président), Arthur Schoellkopf (secrétaire et trésorier), Paul A. Schoellkopf (secrétaire adjoint et trésorier), John L. Harper (chef ingénieur). Le conseil d'administration était composé de George B. Mathews, de William D. Olmstead, d'Arthur Schoellkopf, de Jacob F. Schoellkopf Jr. et de J. L. Romer.

#### Cliff Electrical Distributing Company
La "Cliff Electrical Distributing Company" est une société d'électricité créée dans le seul but de permettre à la "Hydraulic Power Company" de distribuer légalement de l'énergie électrique. À partir de 1914, les principaux consommateurs d’énergie de la "Hydraulic Power Company" sont::
- Aluminum Company of America - environ 70,000 horsepower
- Cliff Electrical Distributing Company - environ 30,000-40,000 horsepower

« Aluminium Company of America » et « Cliff Electrical Distributing Company » sont propriétaires de leurs générateurs électriques et de leurs appareils électriques ainsi que des équipements de transmission (les lignes de transmission qui transportent l'électricité des générateurs jusqu'à leur lieu d'utilisation) et la « Hydraulic Power Company ». possède tout le reste.
En 1914, les administrateurs de "Cliff Electrical Distributing Company" sont: Peter P. Pfohl, Paul A. Schoellkopf, John Olmstead, C. P. Hugo Schoellkopf et Jacob F. Schoellkopf Jr. Les dirigeants sont: Peter P. Pfohl, président; Paul A. Schoellkopf, secrétaire et trésorier; et C. P. Hugo Schoellkopf, vice-président.

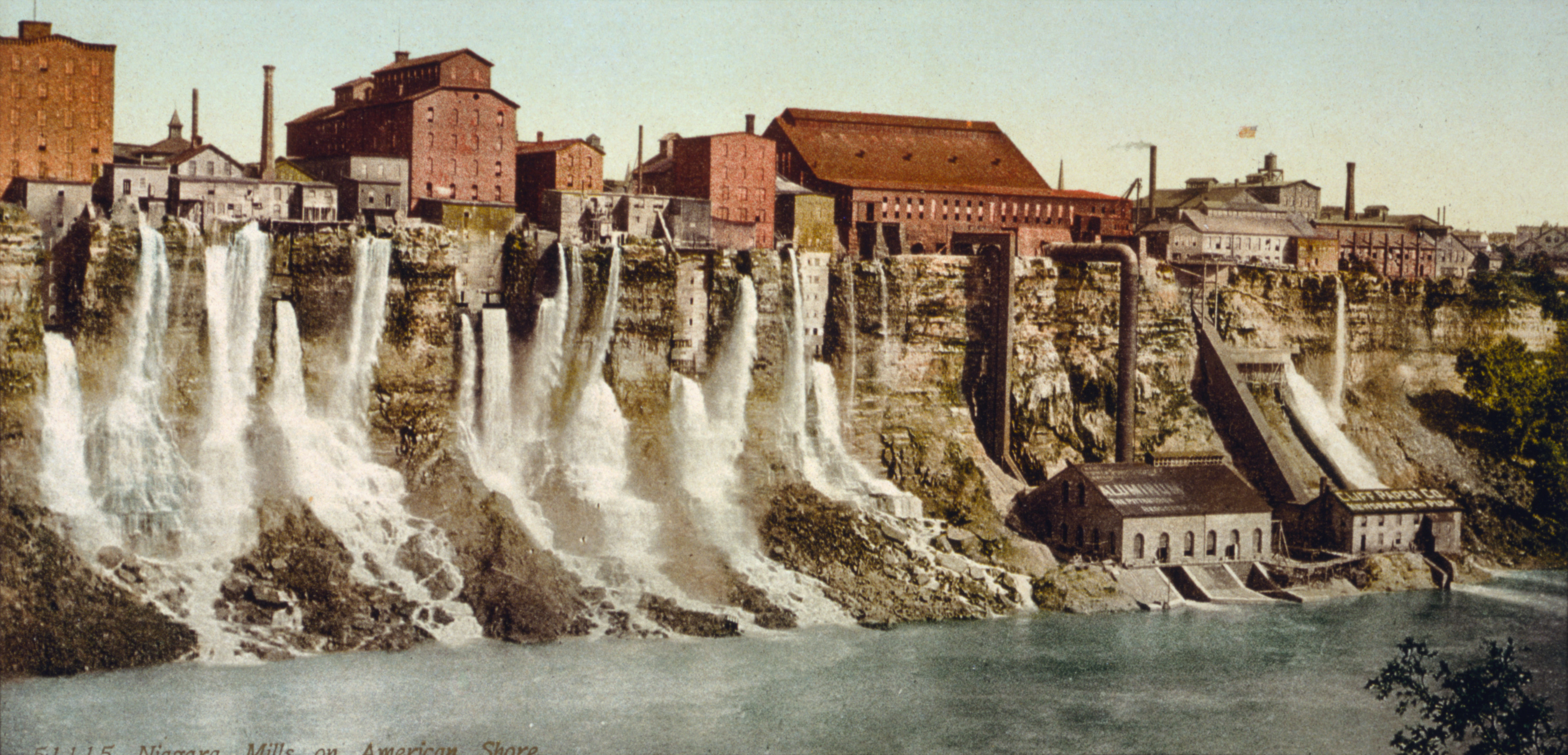
Les usines Schoellkopf le long du canal en 1900.

## Competitors

### Niagara River Hydraulic Tunnel, Power, and Sewer Company
Le succès de Schoellkopf dans le développement de sites d'usines amène Charles B. Gaskill, de la "Cataract City Milling Company", premier client du canal en 1875, à croire qu'il y aurait une demande croissante d'énergie. Par conséquent, en 1886, Gaskill fonde la "Niagara River Hydraulic Tunnel, Power, and Sewer Company" pour répondre à la demande. Sa société engage l'ingénieur Thomas Evershed pour créer un plan de développement de l'énergie.
Evershed prévoyait d’utiliser la puissance mécanique des roues hydrauliques et des turbines plutôt que de produire de l’électricité. Il propose que douze canaux dirigent l’eau de la partie supérieure de la rivière Niagara pour éliminer la production d’électricité de la rive. Les canaux alimenteraient 238 fosses à roues motrices, l’eau plongeant dans la fosse, faisant tourner la turbine et redirigeant à travers un immense tunnel souterrain menant à la gorge au-dessous des chutes. Il a été déterminé que le plan d'Evershed serait trop coûteux, dès lors Edward Dean Adams et d'autres décidèrent de développer l'énergie hydroélectrique. De nouveaux projets prévoyaient une centrale électrique et une version abrégée du tunnel d'Evershed.

### Niagara Falls Power Company

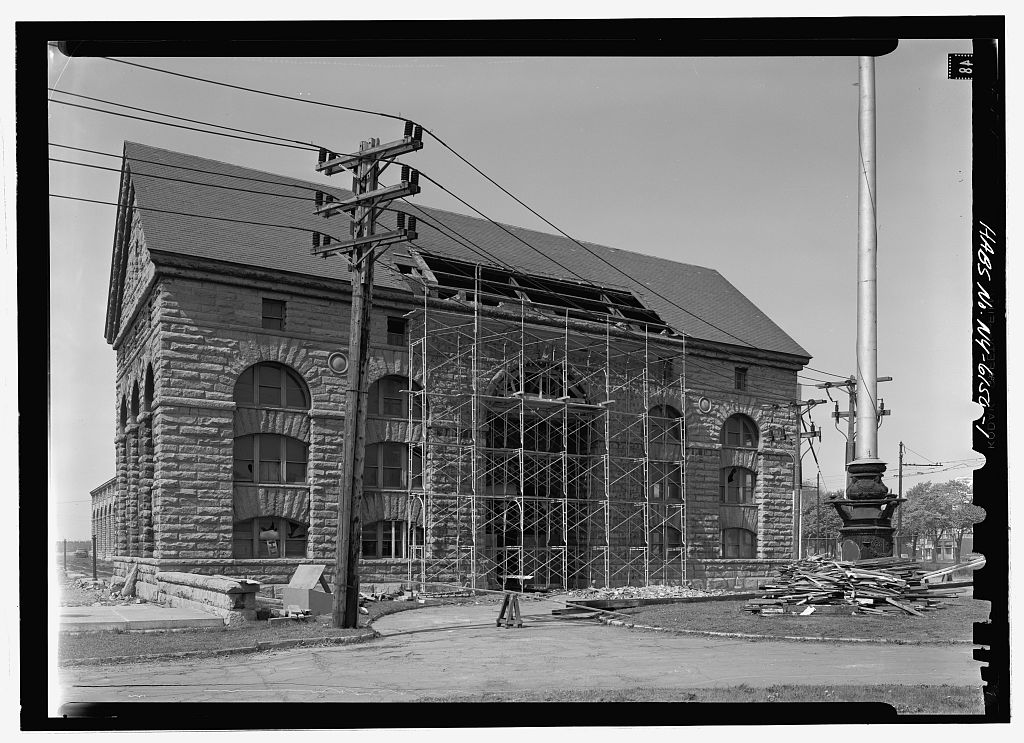
Edward Dean Adams Station Power Plant, Niagara River & Buffalo Avenue

En 1889, les promoteurs organisent la "Niagara Falls Power Company" et la "Cataract Construction Company" (constituée le 12 juin 1889)) pour mener à bien le nouveau plan. Edward Dean Adams, en tant que président de "Cataract Construction Company", dirige la construction d'un centre de production central et résout le problème du transport d'électricité sur de longues distances. Adams et la "Cataract Construction Company" commence immédiatement la construction d'une centrale électrique, mais le problème de la transmission de l'électricité sur de longues distances ne sont pas encore résolu. Le 20 décembre 1892, le tunnel d'Evershed et le canal d'admission de la Edward Dean Adams Station Power sont terminés.
Par conséquent, la "Cataract Construction Company" parraine l'International Niagara Commission la « Commission internationale du Niagara », réunie à Londres en juin 1890 et dirigée par Lord Kelvin. Les commissaires offrent un prix de 100 000 $ (équivalent à 2 724 000 $ en 2017) pour celui qui trouverait solution au problème. La commission reçoit dix-sept communications d'experts du monde entier, qui sont toutes rejetées. Les systèmes allaient d'un système utilisant la pression pneumatique, à un système nécessitant des cordes, des ressorts et des poulies. Certains proposent de transmettre de l’électricité à courant continu, dont une est approuvée par Thomas Edison.

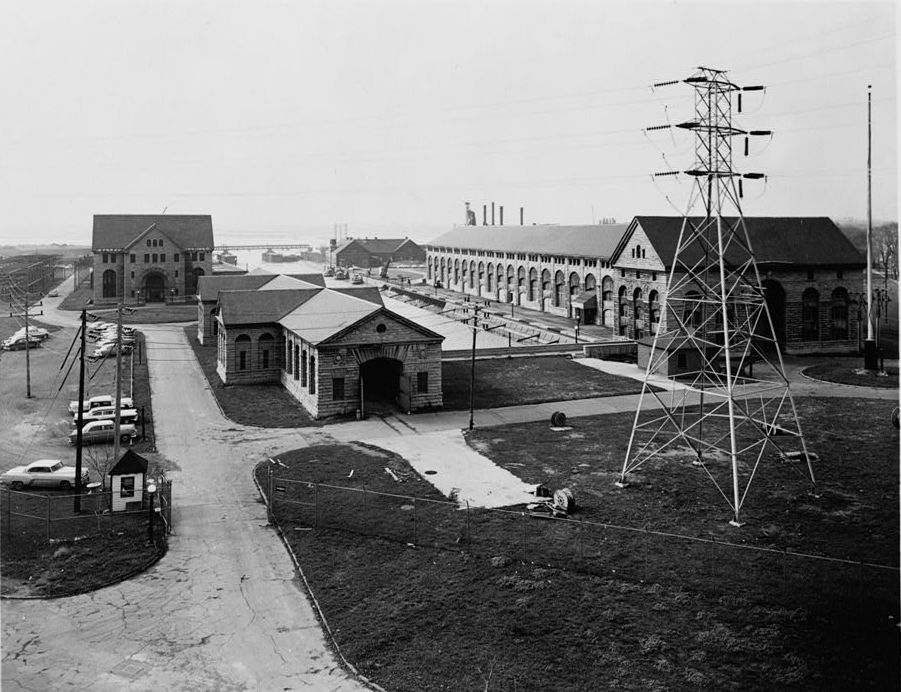
Edward Dean Adams Power Plant

Le 6 mai 1893, Lord Kelvin demande à George Westinghouse d'utiliser du courant alternatif pour développer l'électricité à Niagara Falls. La construction dure plusieurs années et est financée par un intérêt composé d'hommes d'affaires notables, notamment: J. P. Morgan, John Jacob Astor IV, Lord Rothschild et W. K. Vanderbilt. La Adams Power Plant Transformer House, conçue par McKim, Mead and White, première puissance produite le 26 août 1895, et en novembre 1896, l'électricité produite à partir de Niagara Falls atteint Buffalo. Les 1 000 premiers chevaux d’électricité transmis à Buffalo sont revendiqués par la compagnie de tramways, la compagnie d’électricité locale passant des commandes pour 5 000 autres.
Semblable à l’accord conclu avec la "Cliff Electrical Distributing Company", la "Niagara Falls Power Company" vend de l’électricité à l'a International Railway Company qui obtient le droit d’installer ses convertisseurs rotatifs dans la centrale de production de la Niagara Power Company, même sans rien payé en loyer pour l'installation.

## Consolidation
In 1918, la "Cliff Electrical Distributing Company", la "Hydraulic Power Company of Niagara Falls" et la "Niagara Falls Power Company" fusionnent en raison des pressions exercées par le gouvernement pour une utilisation plus efficace des eaux de la rivière Niagara fournies par le traité des eaux limitrophes de 1910. La société consolidée a conservé le nom de "Niagara Falls Power Company" et émis 26 000 000 $ (équivalent à 423 018 000 $ en 2017) de capital-actions ordinaires et privilégiées. Le capital-actions de 26 millions de dollars était constitué de:
- $11,515,400 - Capital préférentiel cumulatif de 7%;
- $14,484,600 - stock de capital commun.

Les actions privilégiées de 11 515 400 $ ont été distribuées aux actionnaires de "Niagara Falls Power Company". Sur le capital-actions commun de 14 484 600 dollars:
- 540 000,00 $ - distribué aux actionnaires de "Cliff Electrical Distributing Company",
- 984 566,70 $ - distribué aux actionnaires de "Niagara Falls Power Company";
- 12 960 000 $ - distribué aux actionnaires de "Hydraulic Power Company of Niagara Falls".

Le 2 mars 1921, la "Niagara Falls Power Company", réunie, a obtenu une licence fédérale de la Federal Power Commission, délivrée en vertu de la loi fédérale sur l'énergie hydraulique de 1920 (Federal Water Power Act of 1920), pour une période de 50 ans, autorisant le détournement d'eau à des fins énergétiques de la rivière Niagara, au-dessus des chutes du Niagara, et son retour sous les chutes, à New York.
La "Niagara Falls Power Company" est devenue par la suite "Niagara Mohawk Power Corp" qui a été acquis par National Grid plc en 2002 pour 3 milliards de dollars (équivalent à 4 081 776 000 dollars de 2017).